# Johan Linroth
Johan Linroth, före adlandet Linderoth, född 28 december 1653 i Bjurtjärns socken, död 4 oktober 1720 i Storfors i Kroppa socken, var en svensk godsägare och brukspatron.
Han var son till brukspatronen Elias Linderoth (1620–1691) och Catharina Danckwardt (1623-1710) samt dotterson till brukspatronen Daniel Mattsson. Han var gift första gången från 1684 med Brita (Birgitta) Rokes (1655–1698) som var syster till Emerentia Rockes och dotter till rådmannen i Göteborg Paul Rokes (1633–1684) och andra gången från 1700 med Juliana Elisabet Ertman (1675–1745) som var dotter till handelsmannen i Stockholm Lorentz Ertman. Med sina båda fruar blev han far till sex barn varav sönerna Axel Linroth (1701–1762) blev kammarherre och Johan Gustaf Linroth (1704–1772) blev assessor förutom att båda var brukspatroner. 
Linroth blev student vid Uppsala universitet 1669 och efter studierna där brukspatron på Bjurbäckens bruk i Värmland. Han fick 1719 karaktär av assessor i Bergskollegium.
Han ingick tillsammans med sin bror Claes i ett konsortium som skulle exploatera kopparfyndigheten som hittades i Stjärnberget 1704. Genom sin första fru kom han i besittning av järnbruket Upperuds bruk i Skållerud som han köpte 1684 av Paul Rokes. Från sin bror Elias förvärvade han Forsbacka bruk; han var även under en period ägare till Åminnefors hammare och 3/4 av Asphyttan samt masugnen Kungsskogen i Lungsund. Tillsammans med sina bröder adlades han 1693 och introducerades under nummer 1222. Linroth ligger tillsammans med sina båda fruar begraven i Lungsunds kyrka i Värmland där hans vapensköld är upphängd.. Delar av hans vapen ingår även i Storfors kommunvapen som i sin blasonering anger ”I fält av guld två röda tänger för lancashiresmide, den högra störtad, överlagda med en delad, av silver och svart genom styckande skuror spetsrutad bjälke”. Tängerna syftar på smidet och den snedrutade bjälken kommer från ätten Linroths vapen. Linroth har haft stor betydelse för bygden, men är tydligast kopplad till herrgårdar och kyrkor i Bjurtjärn och Lungsund.. Till Lungsunds kyrka skänkte Johan och Birgitta Linroth en predikstol 1685.